# Maximilian Prokop von Toerring-Jettenbach
Maximilian Prokop von Toerring-Jettenbach (Monaco di Baviera, 28 ottobre 1739 – 30 dicembre 1789) è stato un vescovo cattolico tedesco, vescovo di Ratisbona (dal 1787) e di Frisinga (dal 1788).

## Biografia
Proveniva dall'antica e nobile famiglia bavarese dei Toerring. Fu ordinato sacerdote nel 1762. Nel 1787 fu eletto vescovo di Ratisbona e nel 1788 vescovo di Frisinga.
Morì nella propria residenza vescovile il 30 dicembre 1789.
I suoi brevi episcopati, in entrambe le sedi vescovili tedesche, proprio per la loro durata, non ebbero riscontri significativi sull'amministrazione delle diocesi né sul ruolo politico nell'ambito del Sacro Romano Impero. anche se indubbiamente la sua elezione fu guidata dalle tendenze dei Wittelsbach che, nonostante l'interdetto per aver tentato di rovesciare gli Asburgo dal trono imperiale, stavano riacquisendo una certa influenza nelle questioni interne all'Impero.

## Genealogia episcopale e successione apostolica
La genealogia episcopale è:
- Vescovo Johannes Wolfgang von Bodman
- Vescovo Marquard Rudolf von Rodt
- Vescovo Alessandro Sigismondo di Palatinato-Neuburg
- Vescovo Johann Jakob von Mayer
- Vescovo Giuseppe Ignazio Filippo d'Assia-Darmstadt
- Arcivescovo Clemente Venceslao di Sassonia
- Vescovo Johann Nepomuk August Ungelter von Deisenhausen
- Vescovo Valentin Anton von Schneid
- Vescovo Maximilian Prokop von Toerring-Jettenbach

La successione apostolica è:
- Vescovo Johann Nepomuk von Wolf (1789)